# Theodor Kölliker
Theodor Hans Kölliker (* 28. Mai 1852 in Würzburg; † 10. Juli 1937 in Leipzig) war ein deutscher Chirurg und ein Pionier der operativen Orthopädie. Er wirkte als Hochschullehrer in Leipzig und Würzburg.

## Leben
Theodor Kölliker war der Sohn von Rudolf Albert Kölliker. Er studierte an der Julius-Maximilians-Universität Würzburg, der Georg-August-Universität Göttingen, der Universität Basel und der  Friedrichs-Universität Halle. Seine Lehrer waren Ernst von Bergmann, der ihn in einem Brief 1878 lobte, Wenzel von Linhart, Wilhelm Baum, August Socin, Richard von Volkmann und sein Vater. 1875 wurde er zum Dr. med. promoviert. Er war Assistent in der Anatomie und 1875/1878 Coassistent in der Dermatologie (eigentlich in der Klinik für Geisteskranke und für Syphilis und Hautkrankheiten) vom Universitätsklinikum Würzburg, damals das Juliusspital. Bei Carl Hermann Schildbach in Leipzig wurde er zum Chirurgen ausgebildet. Er wandte sich der Behandlung angeborener und erworbener Deformitäten zu und habilitierte sich 1881. Er folgte seinem Lehrer Schildbach in der Leitung der Poliklinik. Er trennte sie von der heilgymnastischen Privatanstalt und betrieb ihre operative Ausrichtung. Die Universität Leipzig ernannte ihn 1890 zum  a.o. Professor für Orthopädische Chirurgie. Ab 1902 las er auch Kriegschirurgie und Feldsanitätsdienst. Erst 1922 – mit 70 Jahren – erhielt er den Lehrstuhl. 1923 wurde er  emeritiert.
Kölliker war Angehöriger der Corps Makaria Würzburg (1871), Guestphalia Leipzig (1872), Verdensia Göttingen (1874), Guestphalia Würzburg (1875) und Hercynia Göttingen (1922).

## Ehrungen
- Wahl in die Deutsche Akademie der Naturforscher Leopoldina (1895)
- Oberstabsarzt à la suite des Kgl. Bayerischen Sanitäts-Korps
- Geheimer Medizinalrat

## Publikationen
- Beiträge zur Kenntniss der Brustdrüse. Würzburg 1879.
- Die Verletzungen und chirurgischen Erkrankungen der peripherischen Nerven. Deutsche Chirurgie 24 (1890).
- Die Amputationen und Exartikulationen unter besonderer Berücksichtigung des Kunstgliederbaues. Für Ärzte und Studierende. Leipzig 1925.